# Anke van Blerck-Woerdman
Anna Maria (Anke) van Blerck-Woerdman (Bussum, 20 april 1944) is een Nederlands voormalig politica. Namens de Volkspartij voor Vrijheid en Democratie (VVD) was zij onder meer wethouder van Tilburg en lid van de Tweede Kamer.
Van Blerck-Woerdman is een Tilburgse juriste, die na vijf jaar wethouder in haar woonplaats te zijn geweest in 1995 Tweede Kamerlid voor de VVD werd. Ze was woordvoerster volksgezondheid van haar fractie, die het woord voerde over zaken als de thuiszorg, wachtlijsten in de zorg en tabakswetgeving. Daarnaast was ze enige tijd voorzitter van de vaste commissie voor Justitie.
- Parlement.com: vg09llm2wgy2